# Zeulenroda-Triebes
Zeulenroda-Triebes è una città tedesca di 15 986 abitanti, situata nel Land della Turingia.

Appartiene al circondario di Greiz.
Zeulenroda-Triebes svolge il ruolo di "comune amministratore" (Erfüllende Gemeinde) nei confronti dei comuni di Langenwolschendorf e Weißendorf.
Dal 1º dicembre 2011 comprende anche gli ex comune di Merkendorf, Silberfeld e Zadelsdorf.

## Amministrazione

### Gemellaggi
Zeulenroda-Triebes è gemellata con:
- Giengen an der Brenz, dal 1990
- Neunkirchen a.Sand, dal 1990
- Wies, dal 1994
- Sainte-Florine, dal 1996
- Kostelec nad Orlicí, dal 1998

La città intrattiene rapporti di amicizia con:
- Köflach
- Lauf a.d.Pegnitz
- Le Pré-Saint-Gervais
- Nýřany